# Planta aérea
Em botânica, chamam-se aéreas às plantas* terrestres ou suas estruturas que se encontram acima do solo.
Por exemplo, as orquídeas são plantas totalmente aéreas, uma vez que são geralmente epífitas, ou seja, crescem sobre outra planta, as suas raizes sugando água e nutrientes das partes húmidas da planta que a suporta.
A maioria das plantas têm raízes subterrâneas e todas as outras estruturas (caule, folhas, flores e frutos aéreos. No entanto, muitas plantas têm caules subterrâneos, na forma de tubérculo ou rizoma, e outras, como a planta do amendoim desenvolvem os seus frutos subterrâneamente.
NOTA * - neste artigo consideram-se as plantas no sentido da taxonomia de Lineu, ou seja, incluindo também os fungos (uma vez que não existem algas que não sejam aquáticas.